# Теорема Ліндемана — Веєрштрасса
Теорема Ліндемана — Веєрштрасса, яка узагальнює теорему Ліндемана, доводить трансцендентність великого класу чисел. Теорема стверджує таке:
| Якщо {\displaystyle \alpha _{1},\alpha _{2},\dots \alpha _{n}} — різні алгебричні числа, лінійно незалежні над {\displaystyle \mathbb {Q} }, то {\displaystyle e^{\alpha _{1}},e^{\alpha _{2}},\dots e^{\alpha _{n}}} є алгебрично незалежними над {\displaystyle \mathbb {Q} }, тобто, степінь трансцендентності розширення {\displaystyle \mathbb {Q} (e^{\alpha _{1}},e^{\alpha _{2}},\dots e^{\alpha _{n}})} дорівнює {\displaystyle n} |

Часто використовується еквівалентне формулювання:
| Для будь-яких різних алгебричних чисел {\displaystyle \alpha _{1},\alpha _{2},\dots \alpha _{n}} числа {\displaystyle e^{\alpha _{1}},e^{\alpha _{2}},\dots e^{\alpha _{n}}} є лінійно незалежними над полем алгебричних чисел {\displaystyle {\overline {\mathbb {Q} }}}. |

## Історія
1882 року Ліндеман довів, що {\displaystyle e^{\alpha }} трансцендентне для будь-якого ненульового алгебричного {\displaystyle \alpha }, а 1885 року Карл Веєрштрасс довів загальніше твердження, наведене вище.
З теореми Ліндемана — Веєрштрасса легко випливає трансцендентність чисел e і π.

## Доведення трансцендентності π
Застосуємо метод доведення від супротивного. Припустимо, що число {\displaystyle \pi } є алгебричним. Тоді число {\displaystyle i\pi }, де {\displaystyle i} — уявна одиниця, також алгебричне, отже, за теоремою Ліндемана — Веєрштраса {\displaystyle e^{i\pi }} трансцендентне, проте, згідно з тотожністю Ейлера, воно дорівнює алгебричному числу {\displaystyle -1}, що викликає суперечність. Отже, число {\displaystyle \pi } трансцендентне.